# Powiat Kitauwa
Powiat Kitauwa (jap. 北宇和郡 Kitauwa-gun) – powiat w Japonii, w prefekturze Ehime. W 2021 roku liczył 13 356 mieszkańców.

## Miejscowości
- Kihoku
- Matsuno

## Historia[2]

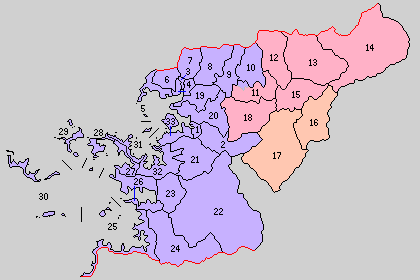
Powiat Kitauwa (1–33; 1889 r.)

- Powiat został założony 16 grudnia 1878 roku w wyniku podziału powiatu Uwa z prowincji Iyo. Wraz z utworzeniem nowego systemu administracyjnego 15 grudnia 1889 roku powiat Kitauwa został podzielony na 2 miejscowości oraz 31 wiosek[3].
- 1 lipca 1895 – część wioski Tsushima oddzieliła się tworząc wioskę Iwamatsu. (2 miejscowości, 32 wioski)
- 1 lipca 1899 – część wioski Kiyomitsu oddzieliła się tworząc wioskę Mimaki. (2 miejscowości, 33 wioski)
- 1 maja 1917 – wioska Maruho została włączona w teren miejscowości Uwajima. (2 miejscowości, 32 wioski)
- 3 października 1919 – wioska Iwamatsu zdobyła status miejscowości. (3 miejscowości, 31 wiosek)
- 1 sierpnia 1921 – miejscowość Uwajima powiększyła się o teren wioski Yawata i zdobyła status miasta. (2 miejscowości, 30 wiosek)
- 1 września 1934 – wioska Kushima została włączona w teren miasta Uwajima. (2 miejscowości, 29 wiosek)
- 11 lutego 1938 – wioska Tamajiri została włączona w teren miejscowości Yoshida. (2 miejscowości, 28 wiosek)
- 10 września 1938 – wioska Takachika została włączona w teren miejscowości Iwamatsu. (2 miejscowości, 27 wiosek)
- 10 listopada 1940 – wioska Akeharu zdobyła status miejscowości i zmieniła nazwę na Matsumaru. (3 miejscowości, 26 wiosek)
- 10 listopada 1941 – wioska Asahi zdobyła status miejscowości i zmieniła nazwę na Chikanaga. (4 miejscowości, 25 wiosek)
- 1 kwietnia 1951 – część wioski Kitanada została włączona w teren miejscowości Iwamatsu.
- 10 października 1954 – w wyniku połączenia wiosek Mima, Narutae i Futana powstała miejscowość Mima. (5 miejscowości, 22 wiosek)
- 11 lutego 1955 – w wyniku połączenia miejscowości Iwamatsu oraz wiosek Kiyomitsu, Mimami, Kitanada, Hataji i Shimonada powstała miejscowość Tsushima. (5 miejscowości, 17 wiosek)
- 1 marca 1955 – wioski Okuna, Kisakata, Tachima, część wsi Takamitsu i wioska Tamatsu z powiatu Higashiuwa zostały włączone w teren miejscowości Yoshida. (5 miejscowości, 14 wiosek)
- 31 marca 1955: (5 miejscowości, 7 wiosek)
  - wioski Takamitsu i Miura zostały włączone w teren miasta Uwajima.
  - w wyniku połączenia miejscowości Matsumaru i wioski Yoshinobu powstała miejscowość Matsuno.
  - w wyniku połączenia miejscowości Chikanaga oraz wiosek Yoshifuji, Aiji, Mishima i Izumi powstała miejscowość Hiromi.
- 1 stycznia 1957 – wioska Kuno została włączona w teren miasta Uwajima. (5 miejscowości, 6 wiosek)
- 1 kwietnia 1958 – w wyniku połączenia wiosek Shitaba, Komobuchi, Tojima, Hiburijima i Yusu powstała miejscowość Uwaumi. (5 miejscowości, 2 wioski)
- 1 sierpnia 1958 – część miejscowości Hiromi została włączona do miejscowości Mima.
- 1 kwietnia 1974 – wioska Uwaumi została włączona w teren miasta Uwajima. (5 miejscowości, 1 wioska)
- 1 stycznia 2005 – miejscowość Hiromi i wioska Hiyoshi połączyły się tworząc miejscowość Kihoku. (5 miejscowości)
- 1 sierpnia 2005 – miejscowości Yoshida, Mima i Tsushima zostały włączone w teren miasta Uwajima. (2 miejscowości)